# Aponévrose
 (avril 2020).
Si vous disposez d'ouvrages ou d'articles de référence ou si vous connaissez des sites web de qualité traitant du thème abordé ici, merci de compléter l'article en donnant les références utiles à sa vérifiabilité et en les liant à la section « Notes et références ».
Une aponévrose (du grec ἀπονεύρωσις, [aponeúrôsis], aponévrose, durcissement sous forme de tendon de l'extrémité d'un muscle), ou aponévrose d'insertion, est un large feuillet de tissu fibreux qui relie un muscle à son point d'attache (sorte de tendon aplati).
Une aponévrose de revêtement est une membrane fibreuse enveloppant une loge musculaire ou un muscle. C'est un des différents types de fascia.
Les aponévroses servent aussi à délimiter des compartiments (ou « loges ») dans l'organisme (on parle alors en général de septum).

## Aponévroses d'insertion
Les aponévroses d’insertion entourent les muscles, leur permettant ainsi de s’insérer[Comment ?] sur les os. Les aponévroses recouvrant les muscles de la paroi abdominale font partie de cette variété d’aponévroses musculaires.

## Aponévroses d’intersection
Parfois, plusieurs aponévroses peuvent se rejoindre pour donner une membrane épaisse et beaucoup plus solide appelée « aponévrose d’intersection ». Ainsi, la ligne médiane de la paroi abdominale, qui regroupe les aponévroses des muscles grands droits de l’abdomen se rejoignent au milieu pour donner la ligne blanche, qui est une aponévrose d’intersection. Autre exemple : les aponévroses superficielle et moyenne du cou (ou lames superficielle et prétrachéale)

## Terminologie
On parle de « septum » lorsque l'aponévrose ou le fascia délimitent des loges (ex. : dans le bras, les septa intermusculaires latéral et médial délimitent les loges musculaires antérieure et postérieure).
Les termes « aponévrose » et « fascia » sont en général utilisés indifféremment l'un de l'autre, bien qu'il y ait certaines préférences pour certaines structures.
L’aponévrose, de coloration blanchâtre et résistante, est constituée de tissu conjonctif. Ce tissu conjonctif est un tissu de soutien relativement solide et fibreux (orienté, dense et bitendu à prédominance de collagène) dont le rôle consiste à protéger les organes qu’il entoure, en leur conférant une résistance à la compression et à l'étirement.
Les fibres de collagène n'ont pas toutes la même direction (contrairement aux tendon et ligament), mais cela reste un tissu conjonctif dense orienté (comme dans la cornée). La vascularisation est pauvre, donc la cicatrisation est lente.
L’aponévrose ou le fascia peuvent s'enflammer, entraînant une aponévrosite ou fasciite.
Le ou les compartiments (« loges ») délimités par l'aponévrose et les os peuvent subir une augmentation de pression et entraîner une compression du retour veineux et lymphatique et une ischémie musculaire : c'est le syndrome des loges.